# 洛屈诺莱
洛屈诺莱（法語：Locunolé，法語發音：[lɔkynɔle]）是法国菲尼斯泰尔省的一个市镇，属于坎佩尔区。

## 地理
洛屈诺莱（47°56'10"N, 3°28'42"W）面积16.78 平方千米，位于法国布列塔尼大區菲尼斯泰尔省，该省份为法国最西部的省份，位于布列塔尼半岛西部，北西南三面环大西洋，东临阿摩尔滨海省和莫尔比昂省。
与洛屈诺莱接壤的市镇（或旧市镇、城区）包括：阿尔扎诺、吉利戈马尔克、凯里安、特雷梅旺。
洛屈诺莱的时区为UTC+01:00、UTC+02:00（夏令时）。

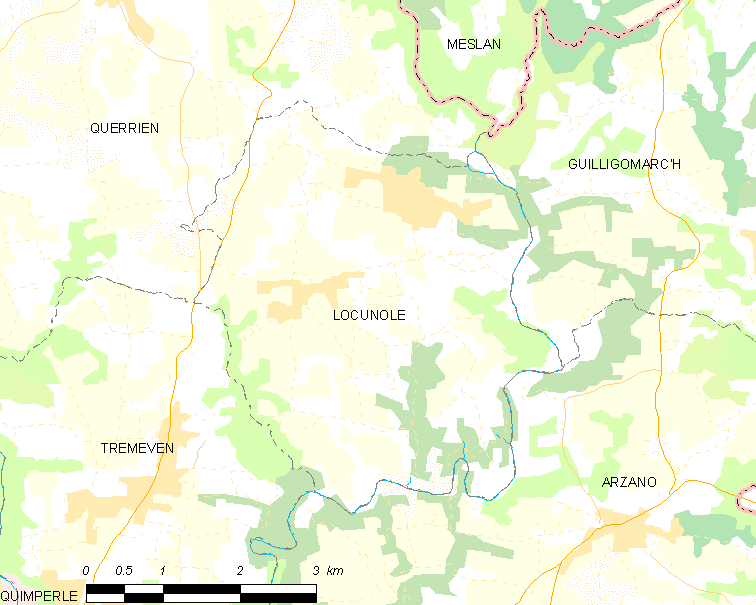
洛屈诺莱的OSM定位图

## 行政
洛屈诺莱的邮政编码为29310，INSEE市镇编码为29136。

## 政治
洛屈诺莱所属的省级选区为坎佩莱县。

## 人口

1962-2008年间洛屈诺莱人口变化图示

洛屈诺莱于2022年1月1日时的人口数量为1166人。